# Le Planois
Le Planois è un comune francese di 87 abitanti situato nel dipartimento della Saona e Loira nella regione della Borgogna-Franca Contea.

## Storia

### Simboli
Lo stemma comunale è stato adottato nel 2023. Il faggio simboleggia le foreste circostanti e i due leoni neri evocano la Bresse. Nel capo gli stemmi della Borgogna e della Franca Contea ricordano che il comune faceva parte di quest'ultima, che fa parte della regione Borgogna-Franca Contea e che fu "staccato" da Chapelle-Voland, nel dipartimento del Giura, per integrarsi nel dipartimento della Saona e Loira nel 1793 (data scritta nella parte inferiore dello scudo).

## Società

### Evoluzione demografica
Abitanti censiti